# Kvalspelet till Elitserien i handboll för herrar 2007/2008
Kvalspelet till Elitserien i handboll för herrar 2007/2008 bestod av två omgångar, ett "Semi off" och ett "Direkt off". I Semi off deltog vinnarna av båda vårserierna av Division 1 samt lag 3 och 4 från Allsvenskan. De två vinnarna gick vidare till Direkt off där de mötte lag 11 och 12 från Elitserien.

## Semi off
| Match                           | Resultat |
| ------------------------------- | -------- |
| IF Swithiod - IF Hallby (47–57) |          |
| Swithiod - Hallby               | 23–23    |
| Hallby - Swithiod               | 34–24    |
| Hästö IF - IVH Västerås (43–53) |          |
| Hästö - Västerås                | 27–24    |
| Västerås - Hästö                | 29–16    |

## Direkt off
| Match                                  | Resultat |
| -------------------------------------- | -------- |
| HK Drott - IF Hallby (2–1 i matcher)   |          |
| Drott - Hallby                         | 31–29    |
| Hallby - Drott                         | 28–23    |
| Drott - Hallby                         | 31–27    |
| IF Guif - IVH Västerås (2–1 i matcher) |          |
| Guif - Västerås                        | 38–19    |
| Västerås - Guif                        | 25–24    |
| Guif - Västerås                        | 41–18    |